# Sougia
Sougia (Grieks: Σούγια) is een dorp in de deelgemeente (dimotiki enotita) Anatoliko Selino van de gemeente (dimos) Kantanos-Selino, Griekse bestuurlijke regio (periferia) Kreta. 
Sougia is een badplaats aan de Libische Zee, aan de zuidkust van Kreta. Het wordt omgeven door het gebergte Lefka Ori. Bij het dorp mondt de Agia Irinikloof uit in de Libische Zee. In de buurt bevindt zich tevens de lange en onbegaanbare Tripitikloof en iets verder weg de Samariakloof. Op de plek van Sougia bevond zich in de Griekse oudheid de havenplaats Syia.
Sougia leeft vooral van het toerisme en in mindere mate van de visserij en landbouw. De enige uitvalsweg loopt richting het noorden en voert richting Kandanos en Chania. Vanuit Sougia zijn er bootdiensten naar Paleochora, Agia Roumeli en Chora Sfakion. De wandelroute E4 verbindt Sougia met Paleochora en Agia Roumeli. Ook zijn er wandelpaden richting de Omaloshoogvlakte, waar zich de entree van de Samariakloof bevindt.